# Сесіл Перді
Сесіл Джон Седдон Перді (англ. Cecil John Seddon Purdy; 27 березня 1906, Порт-Саїд, сучасний Єгипет – 6 листопада 1979, Сідней, Австралія) – австралійський шахіст, шаховий діяч і журналіст. Перший чемпіон світу з шахів за листуванням (1953-1958). Віце-президент ІКЧФ (1951-1976). Національний майстер (1930), міжнародний майстер ФІДЕ (1951), гросмейстер ІКЧФ (1953). Президент Австралійської федерації з шахів за листуванням.
Чемпіон Австралії 1941 та Австралазії 1947 з шахів за листуванням. 4-разовий чемпіон Австралії (1935, 1937, 1949 і 1951), 2-разовий чемпіон Нової Зеландії (1925 і 1936) з шахів. 1952 року зіграв унічию матч за звання чемпіона Австралазії з Ортвіном Сарапу, тому титул чемпіона надано обом. 1960 року посів 1-е місце в турнірі підзони Східної Азії, наступного року програв матч з переможцем іншої підзони М. Аароном (Індія). Учасник двох олімпіад у складі збірної Австралії (1970 і 1974).